# Standard Superior
De Standard Superior is een dwergauto die van 1933 tot 1935 werd gebouwd door de motorfabrikant Standard Fahrzeugbau GmbH, in 1926 opgericht door Wilhelm Gutbrod in Ludwigsburg. 

## Geschiedenis

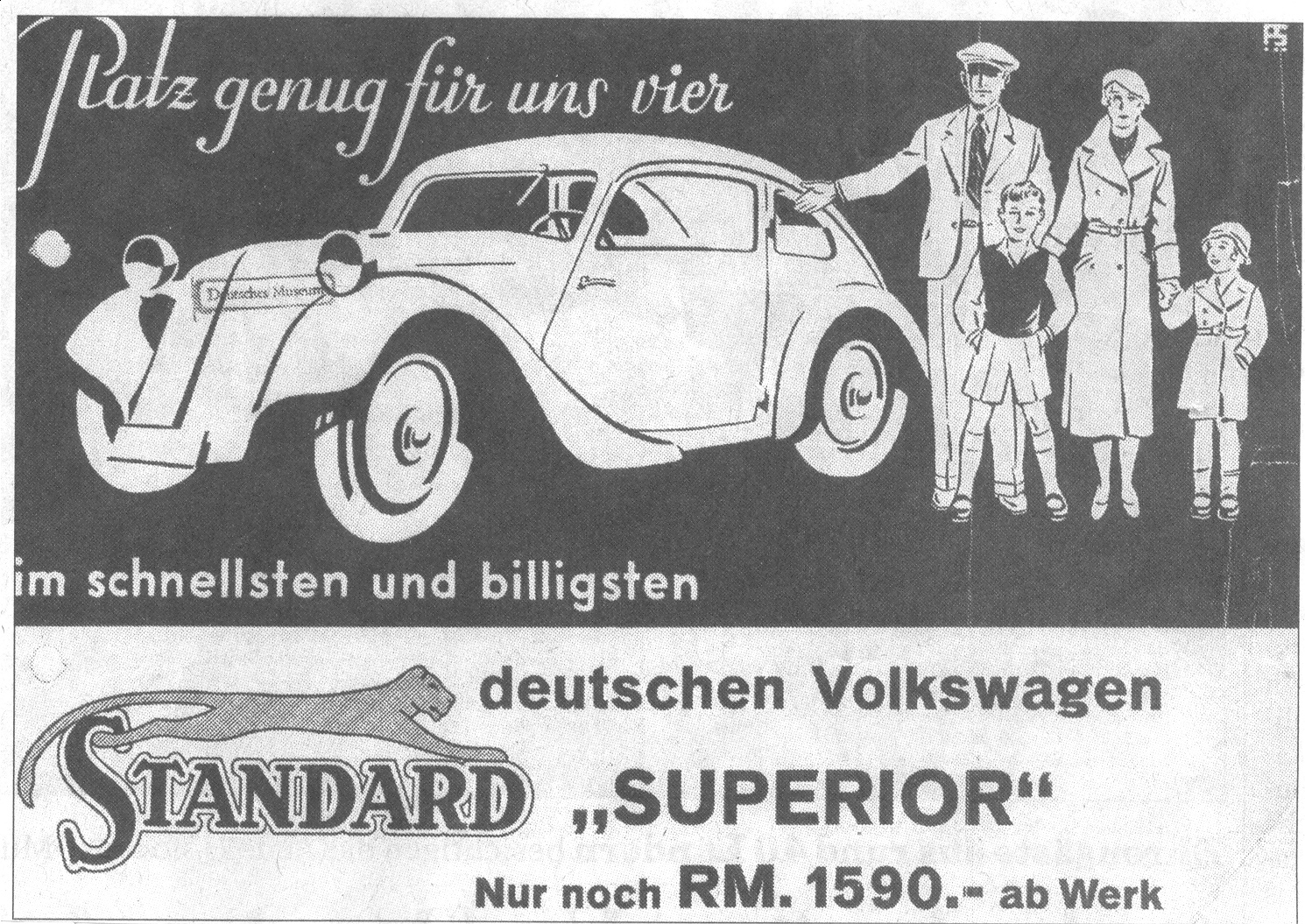
"... in de snelste en goedkoopste Duitse Volkswagen"

De Standard Superior was een ontwerp van een Joods-Duitse ingenieur Josef Ganz, die zijn ideeën voor een betaalbare auto al in de jaren 20 uitgebreid presenteerde in zijn eigen autoblad Motor-Kritik. Na prototypen voor de merken Ardie (1930) en Adler (1931), waarvan de laatste al de naam Maikäfer (meikever) kreeg, was het in 1933 tijd voor serieproductie. De ondernemer en motorfietsfabrikant Wilhelm Gutbrod ging in zee met Ganz.
Toen de motorfietsfabriek haar eerste auto presenteerde, was de crisis van de jaren 30 nog steeds merkbaar. Daarom werd dit minimalistische voertuig geen doorslaand verkoopsucces, vooral omdat de verkoopprijs met 1.590 Reichsmark nauwelijks lager was dan die van grotere auto's. In 1933 werden slechts 360 exemplaren verkocht en de verkoopcijfers waren in de twee daaropvolgende jaren nauwelijks hoger. Uiteindelijk werd in 1935 de productie stopgezet zonder een opvolger.
In de jaren 30 kwam ook Adolf Hitler met zijn plannen voor een auto voor het volk en liet Ferdinand Porsche het idee uitwerken. De Joodse Ganz verdween van het toneel en vluchtte in 1934 naar Zwitserland. De Superior werd echter al vóór de door Ferdinand Porsche ontwikkelde KdF-Wagen, de voorganger van de Volkswagen Kever, aangeduid en geadverteerd als Volkswagen.

## Techniek

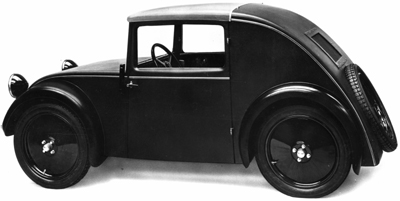
Standard Superior (1933)

De kleine sedan met schuin aflopende achterzijde had twee zitplaatsen en twee naar achteren openslaande deuren. De carrosserie was geplaatst op een chassis met centrale buis. Alle wielen waren onafhankelijk opgehangen: aan de voorzijde aan twee boven elkaar liggende dwarse bladveren, aan de achterzijde was er een pendelas met een dwarse bladveer. De auto had tandheugelbesturing.  
In 1933 had het model nog een bijna rechtopstaande voorruit, vanaf 1934 helde deze meer naar achteren. Van dat jaar werden de spatborden en deuruitsparingen ook gestroomlijnder vormgegeven en werden twee extra zijruiten achter de deuren gemonteerd. Het model 400 had een dwars voor de achteras ingebouwde liggende watergekoelde tweecilinder tweetaktmotor met 396 cc (boring × slag: 60 mm × 70 mm) die 12 pk (8,8 kW) leverde bij 3600 tpm. 
Er was ook een model 500 met 494 cc (boring × slag: 67 mm × 70 mm) en een vermogen van 16 pk (11,8 kW) bij 3600 tpm. Het motorvermogen werd via een droge koppeling met meerdere platen en een versnellingsbak met vier versnellingen doorgegeven overgebracht naar de smalle achteras (spoorbreedte: 950 mm) zonder differentieel. 
De 400 verbruikte gemiddeld 7 liter mengsmering per 100 kilometer en haalde een topsnelheid van 70 km/u. De overeenkomstige waarden voor de 500 waren 8 liter mengsmering en 80 km/u.